# Hallbera Guðný Gísladóttir
Hallbera Guðný Gísladóttir (Akranes, 14 settembre 1986) è una calciatrice islandese, difensore dell'IFK Kalmar e centrocampista della nazionale islandese.

## Carriera

### Club
Hallbera Gísladóttir si appassiona al mondo del calcio e, tesserandosi con l'Íþróttabandalag Akraness (ÍA), società polisportiva della sua città, Akranes, inizia a giocare nelle giovanili della sezione calcistica della società islandese. Le sue qualità sportive la portano ben presto ad entrare in rosa nella squadra femminile titolare. Il 2005, il primo in cui gioca solamente in prima squadra, è anche l'ultimo anno in cui gioca con la maglia giallo-nera, accettando a fine campionato la proposta avanzata dal Valur, sezione di calcio femminile della società polisportiva Knattspyrnufélagið Valur con sede nella capitale Reykjavík.
Con il Valur rimane 6 stagioni, dal 2006 al 2011, prima di decidere di affrontare l'esperienza dei campionati esteri sottoscrivendo un contratto con il Piteå, sezione di calcio femminile della società polisportiva svedese Piteå IF e neopromosse dalla Division 1, per giocare in Damallsvenskan, il massimo livello del campionato svedese femminile di calcio. Il massimo risultato raggiunto giocando con le biancorosse fu il settimo posto conquistato al termine della stagione 2013.
A fine 2013 decide di accettare la proposta della Torres e trasferirsi in Italia per giocare nel campionato italiano con la pluriscudettata società con sede a Sassari dalla stagione 2013-2014. Il debutto in Serie A avviene l'11 gennaio 2014 allo Stadio Vanni Sanna, nella partita giocata con il Brescia e persa dalle isolane per 1-3. Partita titolare, viene sostituita da Eleonora Piacezzi al 66'.
Anche con la maglia della Torres ha l'occasione di giocare nella UEFA Women's Champions League, nella partita giocata il 30 marzo 2014 in occasione della partita di ritorno dei Quarti di finale, edizione 2013-2014, giocata al Karl-Liebknecht-Stadion di Potsdam contro il Turbine Potsdam e persa dalle italiane per 1-4. Schierata titolare, venne sostituita al 55', sul parziale di 1-3, da Aurora Galli, appena dopo il terzo gol segnato per le tedesche da Ada Hegerberg, autrice a fine incontro dell'unica doppietta.
Al termine della stagione, conclusa con la conquista del secondo posto in Serie A, con 13 presenze e una rete segnata, decide di concludere la sua parentesi straniera per ritornare in Islanda, sottoscrivendo nuovamente un contratto con il Valur. Con la società di Reykjavík rimane una sola difficile stagione; la squadra infatti perde competitività rispetto al campionato 2013, concluso al secondo posto, mentre Gísladóttir e compagne non riescono ad ottenere che un settimo posto in Úrvalsdeild kvenna che permette alla società di salvarsi.
Durante il calciomercato invernale decide di sottoscrivere un accordo con il Breiðablik di Kópavogur per giocare nella squadra più titolata d'Islanda e che aveva concluso la stagione 2014 al secondo posto. Alla prima stagione Gísladóttir centra subito il titolo di Campione d'Islanda, interrompendo la serie dello Stjarnan, che però nella stagione 2016 riesce a invertire le posizioni a fine torneo tornando in possesso del titolo nazionale. Nel frattempo, grazie alla posizione acquisita nel 2015, Gísladóttir torna a giocare in Champions League la cui corsa però è interrotta ai sedicesimi di finale della 2016-2017 eliminate dalle svedesi dell'FC Rosengård. A fine campionato decide di lasciare nuovamente l'Islanda, accettando la proposta delle svedesi del Djurgården per tornare a giocare in Damallsvenskan.

### Nazionale
Hallbera Guðný Gísladóttir entra nel giro delle nazionali islandesi prima del compimento dei 17 anni d'età, passando per la trafila delle giovanili Under-17, Under-19, con la quale partecipa al campionato europeo di categoria di Finlandia 2004, e Under-21 fino ad approdare, dopo una pausa di circa due anni e mezzo, alla nazionale maggiore nel marzo 2008.
Inserita in rosa nella formazione che partecipa all'edizione 2008 dell'Algarve Cup, fa il suo debutto il 5 marzo, nell'incontro vinto per 2-0 sulle avversarie della Polonia, giocando anche le altre due partite del gruppo C. Sempre in quell'anno avviene il suo debutto in una fase del campionato europeo femminile di calcio, quando a fine qualificazioni la sua squadra incontra, pareggiando 1-1, l'Irlanda nella partita di andata dei play-off per aggiudicarsi un posto all'edizione di Germania 2009. Per la sua prima rete in nazionale deve attendere l'Algarve Cup 2011 quando il 9 marzo sigla al 28' la rete del parziale 2-1 delle islandesi nella finale poi persa per 4-2 con gli Stati Uniti. Quello fu il risultato più prestigioso ottenuto dall'Islanda nel torneo.
Tra tutte le partite internazionali giocate con l'Islanda ha collezionato, al 6 aprile 2017, 81 presenze complessive tra amichevoli, nove edizioni di Algarve Cup, saltando solo quella del 2010, qualificazioni agli Europei UEFA, centrando l'accesso alla fase finale a Germania 2009, eliminate alla fase a gironi, Svezia 2013, raggiungendo i quarti di finale venendo eliminate dalla Svezia, e Paesi Bassi 2017, e, fallendole, a quelle dei Mondiali FIFA di Germania 2011 e Canada 2015.

## Palmarès

### Club
- Campionato islandese: 7

Valur: 2006, 2007, 2008, 2009, 2010, 2019
Breiðablik: 2015
- Coppa d'Islanda: 4

Valur: 2006, 2009, 2010, 2011